# ام‌وی ویرجینین (تی-ای‌کی ۹۲۰۵)
ام‌وی ویرجینین (تی-ای‌کی ۹۲۰۵) (به انگلیسی: MV Virginian (T-AK 9205)) یک کشتی است که طول آن ۴۸۰٫۴ فوت (۱۴۶٫۴ متر) می‌باشد. این کشتی در سال ۱۹۸۴ ساخته شد.